# Cornelius Hermann von Ayrenhoff
Cornelius Hermann von Ayrenhoff (* 28. Mai 1733 in Wien; † 15. August 1819 ebenda) war ein österreichischer Offizier und Schriftsteller der Katholischen Aufklärung.

## Leben
Nach dem Besuch des Jesuitengymnasiums in Wien, trat Ayrenhoff mit 18 Jahren 1751 als Kadett in das Harrachsche Regiment in Prag ein. Er nahm 1756 als Leutnant an der Schlacht bei Lobositz teil und geriet während des Siebenjährigen Kriegs zweimal in Gefangenschaft.
Seiner Karriere hatte sich Ayrenhoff damit nicht geschadet: er wurde 1769 Major, 1776 Oberst und 1783 Generalmajor (1783). Als solcher wurde ihm die Leitung sämtlicher Invalidenkorps übertragen. 1794 erreichte seine militärische Laufbahn mit der Beförderung zum Feldmarschallleutnant ihren Höhepunkt.
Mit 70 Jahren nahm Ayrenhoff 1803 seinen Abschied. Fast blind und taub, starb er im Alter von 86 Jahren in Wien.

## Literarisches Schaffen

Liebhaberaufführung Der Postzug Radierung von Georg Melchior Kraus

Bereits als Hauptmann hatte er 1766 das Römerdrama Aurelius veröffentlicht. In seinem literarischen Schaffen folgte Ayrenhoff einer klassizistischen Dramatik nach dem Vorbild von Louis de Racine und Pierre Corneille. Er wurde damit einer der Vorgänger von Heinrich Joseph von Collin und Franz Grillparzer. Wie Joseph von Sonnenfels gehörte er zu den literarischen Vertretern des josefinischen Rationalismus. In einer Zeit, in der die Jüngeren nach Weimar blickten und die Romantik in Österreich Fuß zu fassen begann, repräsentierte Ayrenhoff noch eine rationalistische Ästhetik im Sinne Johann Christoph Gottscheds. Seine Tragödien gerieten daher noch zu seinen Lebzeiten in Vergessenheit. Mehr Beifall fanden seine Lustspiele, deren bestes, Der Postzug oder die noblen Passionen (1769) ein Lieblingsstück des preußischen Königs Friedrich II. war.
Zuerst hatte er anonym Dramatische Unterhaltungen eines k. k. Offiziers herausgegeben, später folgte eine zweite Ausgabe in 4 Bänden unter seinem Namen, 1814 eine dritte. Ayrenhoffs Trauer- und Lustspiele, wie Tumelicus, Hermanns Tod, Die gelehrte Frau u. a., haben historisches Interesse dadurch, dass der Autor mit ihnen Friedrich Schiller und Johann Wolfgang Goethe, namentlich aber Shakespeare entgegenarbeitete, dessen Meisterwerke er als wahre Gräuel empfand. Insgesamt schrieb er sechs Lustspiele, fünf Trauerspiele, ein „Sittengemälde“ und eine Posse.

Liebhaberaufführung „Der Postzug“ Radierung von Georg Melchior Kraus

Am Burgtheater, der aufstrebenden Hof- und Nationalbühne in Wien, war sein Kampf gegen die neuen literarischen Strömungen von Bedeutung, da seine gesellschaftliche Stellung ihm Einfluss, wenn auch schließlich und endlich keinen dauernden literarischen Erfolg verschaffte.

## Sonstiges
Der katholische Aufklärer Ayrenhoff war Mitglied der Wiener Freimaurerloge Zur wahren Eintracht und deputierter Meister vom Stuhl der Loge Freimütigkeit in Görz.
In Wien erinnert an ihn die Ayrenhoffgasse im 9. Bezirk Alsergrund.

## Werke
- Aurelius (1766)
- Hermanns Tod (1768)
- Der Postzug (1769)
- Die große Batterie (1770)
- Die gelehrte Frau (1775)
- Alceste (1782)
- Kleopatra und Antonius (1783) (Digitalisat)
- Antiope : Ein Trauerspiel in Versen von vier Aufzügen ... (1787) (Digitalisat)